# Bataille de Bornos (1811)
Ne doit pas être confondu avec Bataille de Bornos (1812).
Guerre d'indépendance espagnole
Batailles
- Cadix
- Fuengirola
- Baza
- Barrosa
- Zújar
- Bornos (1er)
- Tarifa
- Bornos (2e)

La bataille de Bornos se déroule le 5 novembre 1811 à Bornos, en Espagne, dans le cadre de la guerre d'indépendance espagnole. Elle oppose une colonne française sous les ordres du général Jean-Baptiste Pierre de Semellé aux troupes espagnoles du général Francisco Ballesteros. L'affrontement se solde par une victoire française.
À l'automne 1811, le maréchal Soult décide d'anéantir le corps de Ballesteros avec trois colonnes. L'opération, cependant, n'est pas un succès et c'est au contraire Ballesteros qui, profitant du repli de ses adversaires, choisit d'attaquer le détachement du général Semellé à Bornos. Pris par surprise, ce dernier échappe néanmoins à l'encerclement en se frayant un passage à la baïonnette.

## Contexte
À l'automne 1811, la marine britannique débarque à Algésiras une petite armée espagnole commandée par le général Francisco Ballesteros. Avec cette force, celui-ci mène avec succès de nombreux raids sur les positions françaises. Sa présence suscite l'agacement du maréchal Soult, commandant en chef des troupes impériales en Andalousie, qui finit par concevoir un plan afin de capturer l'audacieux général espagnol.

## Prélude et déroulement de la bataille

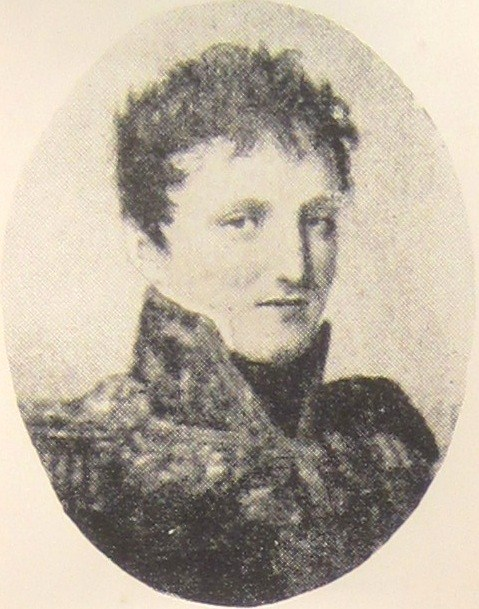
Le général de brigade Jean-Baptiste Pierre de Semellé, commandant en chef les troupes françaises à Bornos.

Pour en finir avec Ballesteros, Soult rassemble trois colonnes qu'il place sous les ordres des généraux Nicolas Godinot, Pierre Barrois et Jean-Baptiste Pierre de Semellé. Godinot se met en route vers Séville tandis que Barrois et Semellé sont temporairement détachés du siège de Cadix pour se lancer à la traque de Ballesteros. Ce dernier, sitôt informé de l'approche des troupes françaises, s'enfuit au sud et s'enferme dans Gibraltar. Le 14 octobre 1811, 10 000 soldats français se présentent sous les murs de la ville ; toutefois, en l'absence de matériel de siège, ils abandonnent leurs positions dès le lendemain.
La colonne Godinot, délaissant Gibraltar, se dirige vers Tarifa en longeant la côte, mais elle est alors prise pour cible par la Royal Navy et doit regagner Séville. Blâmé pour l'échec de l'opération, Godinot se suicide. Le 5 novembre, Ballesteros surprend la colonne du général Semellé à Bornos. Le commandant français ne dispose que de 1 500 hommes du 16e léger et d'un bataillon espagnol Juramentados au service de la France. À la tête du 16e léger, Semellé se fraie néanmoins un passage à la baïonnette dans les lignes adverses et échappe à l'encerclement. Les Espagnols du bataillon Juramentados, quant à eux, se rendent en masse ou passent volontairement à l'ennemi.

## Pertes
Outre la perte de la totalité du bataillon Juramentados, les Français laissent sur le terrain une centaine d'hommes du 16e léger, tués ou blessés. Dans la mesure où l'effectif de la colonne de Semellé est de 2 300 hommes, dont 1 500 Français, il est possible d'estimer celui du bataillon espagnol à 800 hommes. La composition des forces de Ballesteros, mélange d'unités régulières et irrégulières, est inconnu, de même que leur nombre de pertes.